# Хелика (спътник)
Вижте пояснителната страница за други значения на Хелика.
Хелика е естествен спътник на Юпитер. Открит е от екипа от астрономи Скот Шепърд, Дейвид Джуит, Ян Клайн, Янга Фернандез и Хенри Сиех на 6 феврурари 2003 г. Първоначалното означение на спътника е S/2003 J 6. Спътникът носи името на фигурата от древногръцката митология Хелика.
Хелика е малко по размери тяло с диаметър от 4 km и се намира на ретроградна орбита около Юпитер. Принадлежи към групата на Ананке.